# Henriette Bonde-Hansen
Henriette Bonde-Hansen (født 3. september 1963 i Rudme) er en dansk operasanger (sopran). 
Bonde-Hansen blev student fra Midtfyns Gymnasium i 1982 og senere uddannet fra Det Kongelige Danske Musikkonservatorium og Operaakademiet under Det Kongelige Teater. 
Hun debuterede som Adele i Flagermusen på Den Jyske Opera i 1993 og har siden optrådt i de fleste operahuse og -koncertsale i Europa, Sydamerika og Canada. Herhjemme har hun haft flere roller ved Den Jyske Opera, ligesom hun har sunget hovedroller i Mozarts Figaros Bryllup og Don Juan på Det Kongelige Teater. I 2007 medvirkede hun ved Opera på Engen i Odense. 
Siden 2006 har hun været gift med den cubanske tenor Reinaldo Macias. 